# Laguna Salada Grande
La laguna Salada Grande es una laguna de aguas salobres que se encuentra en el sur del Partido de General Lavalle. También es conocida coloquialmente como "La Salada". La costa sur y oeste de la laguna forma el límite con el Partido de General Madariaga, en la provincia de Buenos Aires, Argentina. La laguna se encuentra a unos 300 km de la ciudad de Buenos Aires y a 30 km de la ciudad de Mar de Ajó.
La laguna posee unas 8.000 hectáreas de superficie, siendo su profundidad media 1.6 m y la máxima 4 m. Su fondo es de barro y conchillas y las costas son barrancas suaves de tosca, con profusión de juncos. Dependiendo de la evolución de las lluvias hay épocas en que la laguna puede llegar a secarse. O lo contrario, desbordar y conectar con los humedales y riachuelos del Tuyú, los cuales gran parte de ellos son afluentes del río Ajó, que desemboca en la Bahía de Samborombón, en el área externa del Río de la Plata.
En la laguna se practica la pesca. Entre las especies de peces que habitan la laguna se cuentan: mojarra, sabalito, pejerrey, tararira, carpa, dientudo y bagre.

## Toponimia
El nombre de "Salada" se debe a un relato de una época en que la laguna se secó, a medida que se secaba, iba dejando en el lecho unos surcos de sal.
En su nombre "Grande" es en realidad un adjetivo que, si bien resalta su tamaño en diferencia a las demás lagunas del Tuyú, es sobre todo para diferenciarla de su afluente que viene del sureste, notoriamente menor que ella y con menos reconocimiento, la Laguna Salada Chica.